# Napoleon Jackson Tecumseh Dana
Pour les articles homonymes, voir Jackson, Tecumseh (homonymie) et Dana.
Napoléon Jackson Tecumseh Dana (15 avril 1822 – 15 juillet 1905) est un officier de carrière de l'armée américaine qui combat avec distinction pendant la guerre américano-mexicaine et sert comme général dans l'armée de l'Union pendant la guerre de Sécession. Il est blessé plusieurs fois au cours de sa carrière militaire, souvent sévèrement, et plus tard dans la vie est impliqué dans les chemins de fer et les affaires des vétérans aux États-Unis.

## Avant la guerre
Dana naît à fort Sullivan, Eastport, dans le Maine. Il est le cousin germain de James J. Dana et plus tard sera le beau-père de John C. Tidball. Son père, Nathaniel G. Dana, également diplômé de West Point et officier du 1st U.S. Artillery, est en poste au fort Sullivan à l'époque, mais son père meurt quand Dana a onze ans. Le grand-père paternel de Dana, Luther Dana, est un officier de la marine lors de la révolution américaine, et son grand-père maternel, Woodbury Langdon, a servi en tant que membre du congrès continental (avec son frère John Langdon), et plus tard, sénateur des États-Unis, et gouverneur du New Hampshire.
Quand il a seize ans, Dana entre à l'académie militaire de West Point en 1838, et est diplômé quatre ans plus tard, vingt-neuvième sur cinquante-six cadets. Il est nommé second lieutenant dans le 7th U. S. Infantry le 1er juillet 1842.
Avec le 7th Infantry, Dana est stationné dans la garnison au fort Pike, en Louisiane, de 1842 à 1843, puis à Pass Christian, au Mississippi, en 1843, de retour à fort Pike de 1843 à 1845, et par la suite, il fait partie de l'occupation militaire du Texas en 1845.

### Guerre contre le Mexique
Au cours de la guerre américano-mexicaine, Dana et le 7th participent à la défense de Fort Brown du 3 au 9 mai 1846, puis combat lors de la bataille de Monterrey du 21 au 23 septembre. Il est promu premier lieutenant le 16 février 1847, et prend part au siège de Vera Cruz, du 9 au 29 mars.
Au cours de la bataille de Cerro Gordo du 17 au 18 avril, Dana est gravement blessé à la hanche, pendant l'assaut contre les retranchements sur Telegraph Hill. Les préparatifs de l'enterrement sont réalisés alors que Dana blessé est laissé sur le terrain pendant environ 36 heures ; Dana a été laissé pour mort à l'endroit il est tombé. Pour ses actions à Cerro Gordo, Dana reçoit un brevet de capitaine.
Après la récupération de la blessure, Dana est affecté au service du recrutement de 1847 à 1848, alors en poste à Boston, Massachusetts, en tant qu'adjoint quartier-maître en 1848, et ensuite dans divers postes dans le Minnesota et à Washington, DC de 1848 à 1855. Dana démissionne de l'armée le 1er mars 1855, et part pour St. Paul, Minnesota, et devient banquier. En 1857, Dana commence à servir dans la milice de l'État du Minnesota en tant que brigadier général jusqu'en 1861.

## Guerre de Sécession
Dana choisit de suivre la cause de l'Union à l'automne 1861, et entre dans l'armée de l'Union en tant que colonel du 1st Minnesota Volunteer Infantry Regiment le 2 octobre. Il reçoit ensuite le commandement de la brigade de la division du brigadier général Charles P. Stone de l'armée du Potomac, le 20 octobre, une affection qui dure jusqu'au 23 mars 1862. Pendant ce temps, Dana et ses hommes prennent part au fiasco de l'Union lors de la bataille de Ball's Bluff sur le 21 octobre.
Le 6 février 1862, Dana est nommé brigadier général, avec une date de prise de rang au 3 février 1862, et reçoit le commandement de la troisième brigade de la deuxième division du  II corps de l'Union, une brigade composée de soldats volontaires de New York, du Massachusetts et du Michigan. Dana mène cette brigade tout au long de la campagne de la Péninsule au printemps et à l'été 1862, participant au siège de Yorktown de début avril à début mai, à la bataille de Seven Pines à la fin mai et au début juin, à la bataille de White Oak Swamp le 30 juin, à la bataille de Glendale également le 30 juin, et la bataille de Malvern Hill le 1er juillet.
Au début juillet, peu de temps après avoir combattu à Malvern Hill, Dana tombe malade et on lui diagnostique une fièvre rémittente. Il est envoyé à Philadelphie, en Pennsylvanie, pour récupérer et il y reste six semaines. Dana est déclaré apte pour le service à proximité du début de la campagne du Maryland et rejoint son commandement.

### Antietam
Dana mène sa brigade notamment lors de la bataille d'Antietam près de Sharpsburg, au Maryland, le 17 septembre 1862, où il est gravement blessé. À Antietam, Dana et sa brigade (faisant partie de la deuxième division du brigadier général John Sedgwick du II corps du major général Edwin Vose Sumner) passent à gué l'Antietam Creek à 7 heures 30 du matin et se rend pour soutenir la droite de la ligne de l'Union. Sumner ordonne à la division de Sedgwick de former trois lignes parallèles de bataille, avec les hommes de Dana composant la deuxième ligne. Sumner mène cette division vers l'ouest, désirant repousser toutes les forces confédérés restantes par Sharpsburg et vers le fleuve Potomac. Ils entrent dans ce qui est maintenant appelé l'East Woods, à travers le Hagerstown Turnpike, et dans la zone connue comme le West Woods.
Marchant sur une cinquantaine de mètres derrière la brigade de tête de l'Union, le commandement de Dana commence à recevoir des tirs d'artillerie, mais continue à aller de l'avant. Peu de temps après l'entrée dans West Woods, la brigade de Dana est frappée fortement sur sa gauche par les troupes confédérées, et est en danger d'être complètement encerclée et coupée. Manœuvrant ses soldats sur le terrain difficile et les espaçant, Dana mène ses hommes en sécurité relative de la ferme de Miller, malgré une grave blessure à la jambe gauche. Lorsque la douleur dans sa jambe devient insupportable, Dana donne le commandement de sa brigade à son principal commandant régimentaire, le colonel Norman Hall, et est transporté à l'hôpital de campagne de l'Union dans les environs de Keedysville pour y être soigné. Après avoir passé deux jours à l'hôpital, Dana est envoyé à Washington, DC , et plus tard encore, à Philadelphie pour récupérer. À Antietam, le commandement de Dana perd près de 900 hommes tués, blessés ou portés disparus.
Dana est nommé major général en date du 29 novembre 1862 pour prendre rang à cette date, mais ne peut pas reprendre le service avant l'été 1863 en raison de sa blessure. Parce que sa nomination n'est pas confirmée par le sénat américain lors du premier dépôt par le président Lincoln, le président soumet la nomination le 6 mars 1863, et le sénat la confirme le 9 mars 1863. Au cours de la campagne de Gettysburg , il commande les défenses de Philadelphie, du 26 juin au 8 juillet. Il commande ensuite brièvement la deuxième division du département de la Susquehanna du major général Darius N. Couch du 11 au 15 juillet.
À l'automne, Dana reçoit un commandement divisionnaire et ensuite de corps dans le département du Golfe. Il dirige la deuxième division du département du 26 septembre 1863 au 3 janvier 1864, au cours de laquelle il participe à la petite action à Fordoche Bayou ainsi qu'à l'expédition de Brazos Santiago vers Laredo, au Texas, et est le commandant de l'Union au cours de la bataille de Stirling's Plantation. Il commande le XIIIe corps  du 25 octobre 1863 au 9 janvier 1864, puis dirige la première division entre le 11 mars et le 3 avril. Dana est ensuite transféré sur le théâtre occidental, et rejoint l'armée du Tennessee à l'automne. Il reçoit le commandement du district de Vicksburg du 19 août au 28 novembre et commande ensuite brièvement le XVIe corps, du 15 octobre au 7 novembre.

### Commandement à Vicksburg et leSultana
Dana retourne commander à Vicksburg, Mississippi, jusqu'au 8 décembre 1864, lorsqu'il reçoit le commandement du département du Mississippi, sa dernière affectation dans l'armée américaine durant jusqu'au 14 mai 1865. Il est également au commandement de l'ensemble de la région où le bateau à vapeur Sultana explose sur le Fleuve Mississippi, près de Memphis, Tennessee le 27 avril. Le bateau à aubes a été loué par le gouvernement des États-Unis pour faire retourner chez eux des prisonniers de guerre de l'Union récemment libérés, et lorsqu'il est amarré à Vicksburg pour réparer des fuites de chaudières, il devient extrêmement surpeuplé avec des soldats qui veulent rentrer chez eux. Un article du 27 avril 2007 dans le Washington Times explique ce qu'on avait dit à Dana à propos du navire avant son départ de Vicksburg : 

« Les capitaines Frederick Speed et George A. Williams étaient responsables de l'embarquement approprié des soldats. Speed a prévenu le major général Napoleon J.T. Dana que le nombre n’excéderait pas 1 400 hommes. Speed et Williams assurèrent tous deux à Dana que la charge n'était pas trop importante pour le bateau et que les hommes étaient à l'aise et non surpeuplés. »

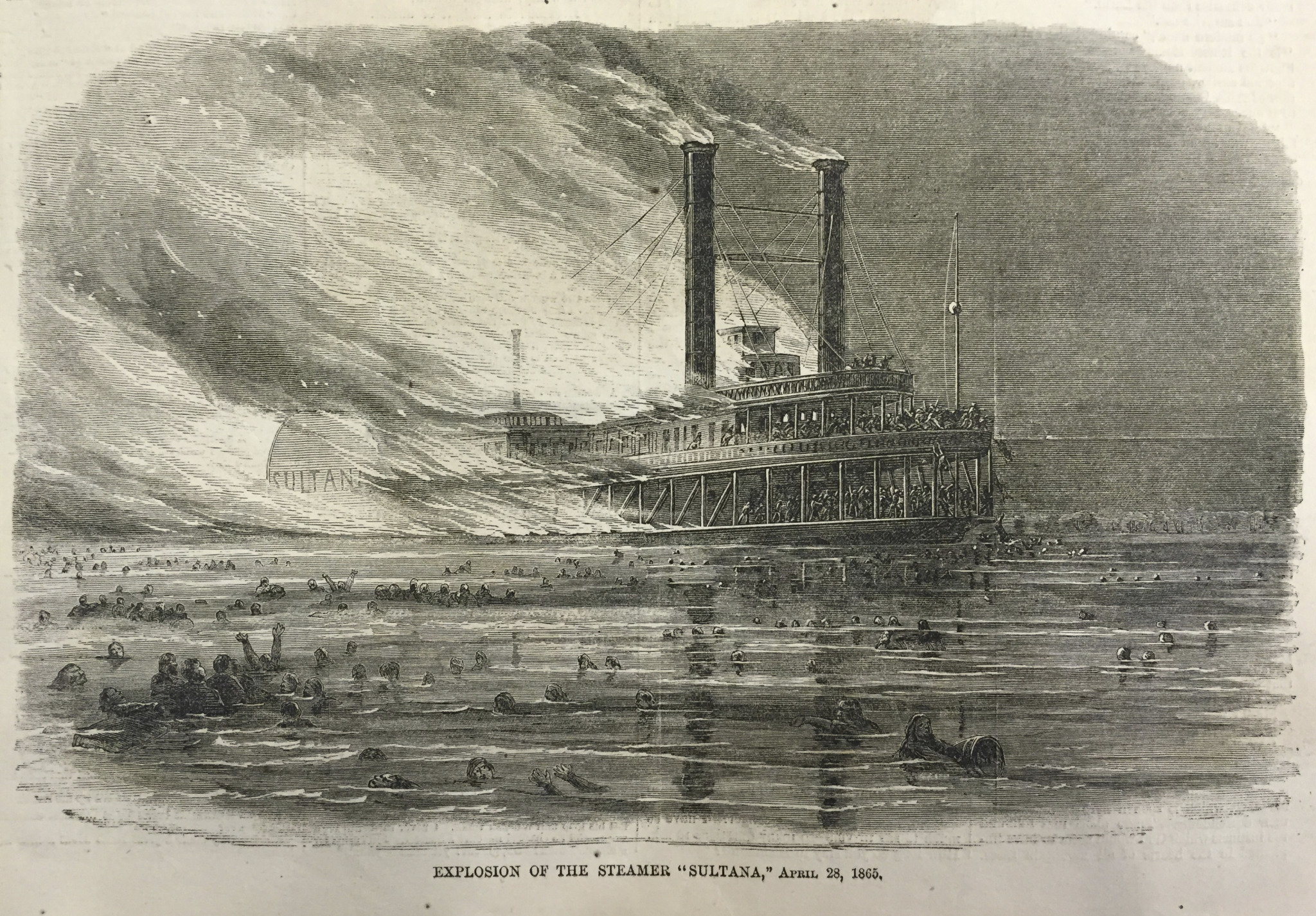
Gravure du Sultana sur le fleuve Mississippi

À 2 heures du matin le 27 avril 1865, les chaudières réparées explosent, tuant instantanément la plupart des passagers et de l'équipage et projetant les autres dans le Mississippi ; les survivants sautent dans le fleuve froid pour échapper aux flammes. Comme l'indique l'article : 

« Le métal chaud des chaudières et les charbons chauds des chaudières se dispersèrent sur les ponts mettant le feu au navire. L'explosion a causé l'effondrement des cheminées et des ponts. Les ex-prisonniers de guerre affaiblis et épuisés sautèrent pas dessus bord, risquant leur vie dans le Mississippi pour éviter le feu déchaîné. Les hommes noyés recouvraient le fleuve alors que les bateaux à proximité tentaient de récupérer les survivants. Beaucoup des hommes dérivèrent en direction de Memphis s'accrochant à tout ce qu'ils pouvaient trouver -- des rondins, des parties du bateau, des fournitures et tout autre objet flottant... Tous ceux qui n'auront pas été sauvés ont succombé à l'eau ou sont morts prisonniers du bateau sombrant. »

Dana et d'autres autorités enquêtent sur l'incident, mais personne n'a jamais été jugé pour cela.
Le lieutenant général Grant, dans un ordre général, relève le major général Dana du commandement du département du Mississippi, avec l'ordre de partir chez lui en attendant pour d'autres ordres. Le major général Warren succède à Dana.

## Après la guerre
Dana démissionne de l'armée américaine le 27 mai 1865, et devient mineur. En 1866, il est agent général pour la compagnie commerciale américano-russe de San Francisco, en Californie. Il y travaille jusqu'en 1871, voyageant en Californie, en Alaska, et à Washington, DC.
En 1872, Dana commence sa longue relation avec les chemins de fer. Il sert en tant que surintendant de plusieurs chemins de fer dans l'Illinois, et plus particulièrement de la Chicago, Burlington, and Quincy Railroad à Rock Island en 1878. Puis, il est le commissaire chargé des Railroad Pools à St. Louis, dans le Missouri de 1878 à 1881, et est président de la Montana and Union Company en 1885.
Dana sert ensuite en tant que chef de l'Old War and Navy Division (département des pensions des États-Unis) en 1893, et est promu au premier commissaire adjoint des pensions par le président américain Grover Cleveland en 1895. Cependant, Dana est retiré de ce poste par le président William McKinley en 1897.
En raison d'une loi spéciale du Congrès des États-Unis en 1894, Dana est nommé capitaine de l'armée américaine à partir du 2-11 août. Il est ensuite placé sur la liste des retraités, lui permettant de recevoir une pension de retraite. Dana vit ses dernières années à Washington, DC. Lors d'une visite à Portsmouth, New Hampshire, pendant l'été 1905, il meurt d'une attaque d'apoplexie et est enterré dans le cimetière d'Harmony Grove à Portsmouth.
Un récit de ses expériences durant la guerre américano-mexicaine est publié dans Monterrey is Ours! dans les années 1990.